# James Matheson
Pour les articles homonymes, voir Matheson.
James Nicolas Sutherland Matheson, né le 17 novembre 1796 à Shiness, Lairg (Sutherland) en Écosse et mort le 31 décembre 1878 à Menton en France, est un homme d'affaires britannique.
Associé à William Jardine, il doit sa fortune au commerce de l'opium.

## Biographie
Fils du capitaine Donald Matheson, il étudie à la Royal High School d'Édimbourg et l'Université d'Édimbourg. Après avoir quitté l'université, il passe deux ans dans une agence londonienne avant de partir pour Calcutta, en Inde, et d'occuper un poste dans la société commerciale de son oncle, Mackintosh & Co.
Matheson rencontre pour la première fois William Jardine à Bombay en 1820. Les deux hommes forment plus tard un partenariat qui comprend également Hollingworth Magniac (en) et Daniel Beale (en). Au début, la nouvelle entreprise ne s'occupe que du commerce entre Canton, Bombay et Calcutta, alors appelé le « commerce de campagne », mais a ensuite étendu ses activités à Londres.
En 1827, Alexander Matheson prête à James une petite presse à main pour l'impression du Canton Register (en) que James a fondé comme première feuille d'information en anglais en Chine,, et qui est éditée par William Wightman Wood (en), un Américain de Philadelphie qui travaillera plus tard pour la maison de commerce rivale Russell & Co.
Le 1er juillet 1832, Jardine, Matheson and Company, un partenariat entre William Jardine, James Matheson en tant qu'associés principaux, et Hollingworth Magniac, Alexander Matheson, le neveu de Jardine Andrew Johnstone, le neveu de Matheson Hugh Matheson, John Abel Smith et Henry Wright, en tant que premiers partenaires, est formé à Canton, et prend pour nom chinois « Ewo » (怡和 « Yee-Wo » littéralement Happy Harmony). Le nom est tiré du premier Ewo (hong) (en) fondé par Howqua qui avait une réputation honnête et droite.
En 1834, le Parlement met fin au monopole de la Compagnie britannique des Indes orientales sur le commerce entre la Grande-Bretagne et la Chine. Jardine, Matheson and Company en profite pour combler le vide laissé par la Compagnie des Indes orientales. Avec son premier voyage transportant du thé, le navire Sarah part pour l'Angleterre. Jardine Matheson commence sa transformation d'un agent commercial majeur de la Compagnie des Indes orientales en la plus grande entreprise commerciale britannique de Hong, ou entreprise, en Asie depuis sa base à Hong Kong.
Jardine souhaite que le commerce de l'opium se développe en Chine et envoie Matheson en Angleterre pour faire pression sur le gouvernement afin qu'il oblige le gouvernement Qing à ouvrir davantage le commerce. La mission de Matheson s'est avérée infructueuse et il a été réprimandé par le ministre britannique des Affaires étrangères de l'époque, le duc de Wellington. Dans un rapport, Matheson se plaint à Jardine d'avoir été insulté par un « homme arrogant et stupide ». Matheson exprime clairement son point de vue, décrivant simultanément, « ... les Chinois [comme] un peuple caractérisé par un merveilleux degré d'imbécillité, d'avarice, de vanité et d'obstination... ».
Matheson retourne en Asie en 1838 et l'année suivante Jardine part pour l'Angleterre pour continuer son lobbying.
Les efforts de lobbying de Jardine se sont avérés plus efficaces que ceux de son partenaire et il réussit à persuader le nouveau ministre britannique des Affaires étrangères Lord Palmerston de faire la guerre à la Chine Qing. La première guerre de l'opium qui a suivi a conduit au traité de Nankin et permet à Jardine Matheson de s'étendre de Canton à Hong Kong et à la Chine continentale.
Après la mort de Jardine, célibataire, en 1843, ses neveux David et Andrew Jardine ont aidé James Matheson à diriger le Hong en tant que Tai-pan (en). Matheson prend sa retraite en tant que Tai-Pan au début des années 1840 et passe le relais à David Jardine, un autre neveu.

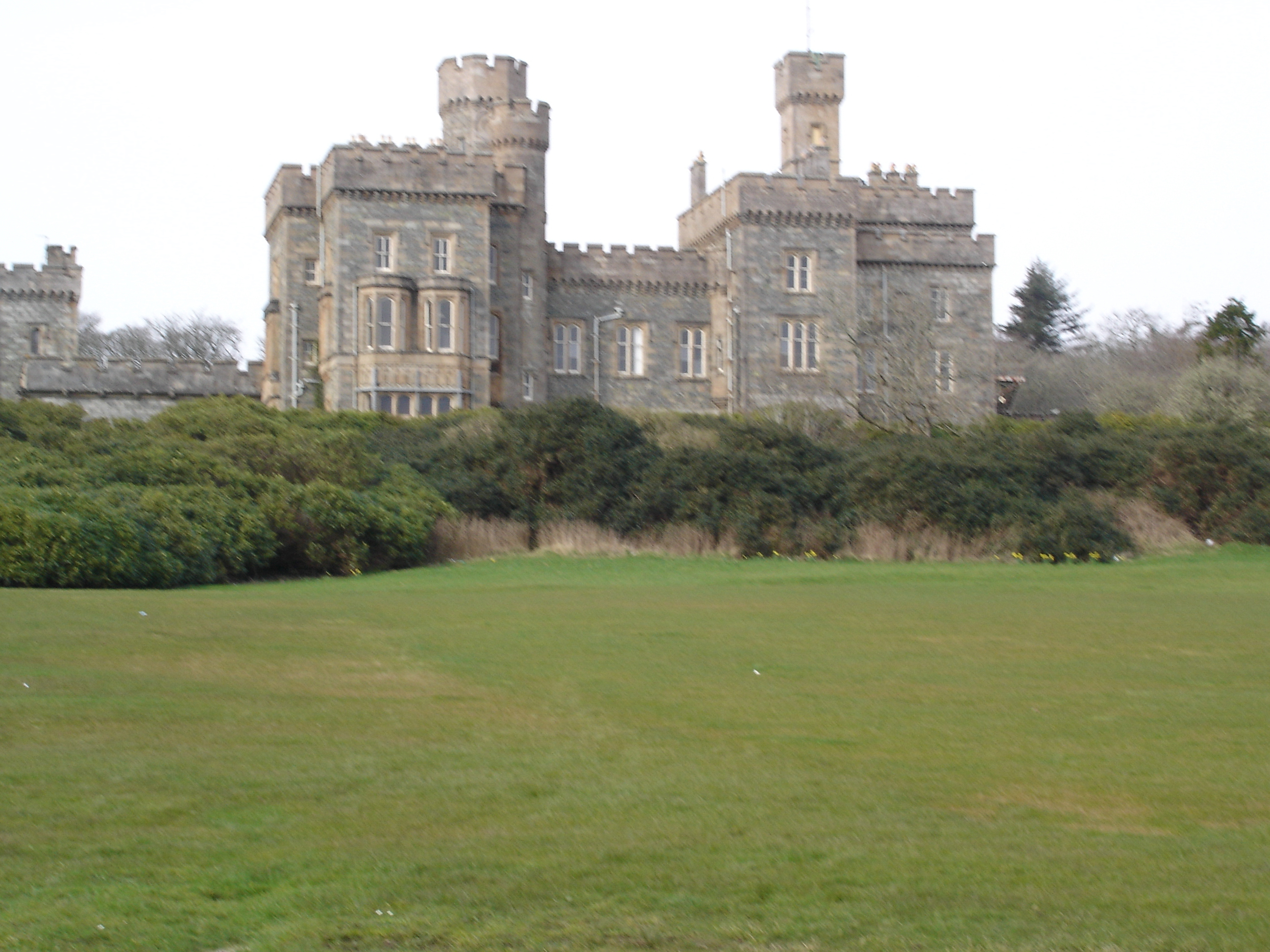
Le château de Lews sur l'île de Lewis

En 1844, Matheson achète l'île écossaise de Lewis pour plus d'un demi-million de livres et y construit le château de Lews, près de Stornoway, expropriant plus de 500 familles de la terre en organisant leur émigration vers le Canada. Il est ensuite devenu le gouverneur de la Banque d'Angleterre et le deuxième plus grand propriétaire foncier de Grande-Bretagne. En 1845, il commence un programme d'améliorations sur l'île, en incluant des plans de drainage et la construction de routes. Il augmente le programme pendant la famine des pommes de terre des Highlands et, en 1850, a dépensé 329 000 £ sur l'île. Entre 1851 et 1855, il aide 1 771 personnes à émigrer.
À Londres, Matheson vit au 13 Cleveland Row. Il est élu membre de la Royal Society en 1846. À la suite de ses actions pendant la famine des pommes de terre des Highlands, Matheson reçoit le titre de baronnet en 1851. Il devient député d'Ashburton à partir de 1843 jusqu'en 1852 à la mort de William Jardine (l'ancien titulaire) et pour Ross et Cromarty de 1852 à 1868. Il mène une vie publique active et est pendant de nombreuses années président de la Peninsular and Oriental Steam Navigation Company. Ses neveux lui ont succédé comme directeurs de Jardine Matheson et Matheson & Compagnie.
Il meurt en 1878 à l'âge de 82 ans à Menton en France. Il avait épousé le 9 novembre 1843 Mary Jane Perceval, la fille de Michael Henry Perceval (1779-1829), fils illégitime du premier ministre britannique assassiné Spencer Perceval, commissaire du port de Québec à partir de 1826 et membre de Spencer Wood au Conseil législatif du Bas-Canada. Les Matheson n'avaient pas d'enfants et la baronnie s'est alors éteinte. Le domaine de Lewis est passé à sa veuve puis à son neveu Donald (1819-1901) et à son petit-neveu le colonel Duncan Matheson (1850-1930).
Sa veuve lui a érigé un mémorial dans le parc du château de Lews. 
Il a laissé 1 500 £ pour aider à payer la construction du port de Port of Ness (en).

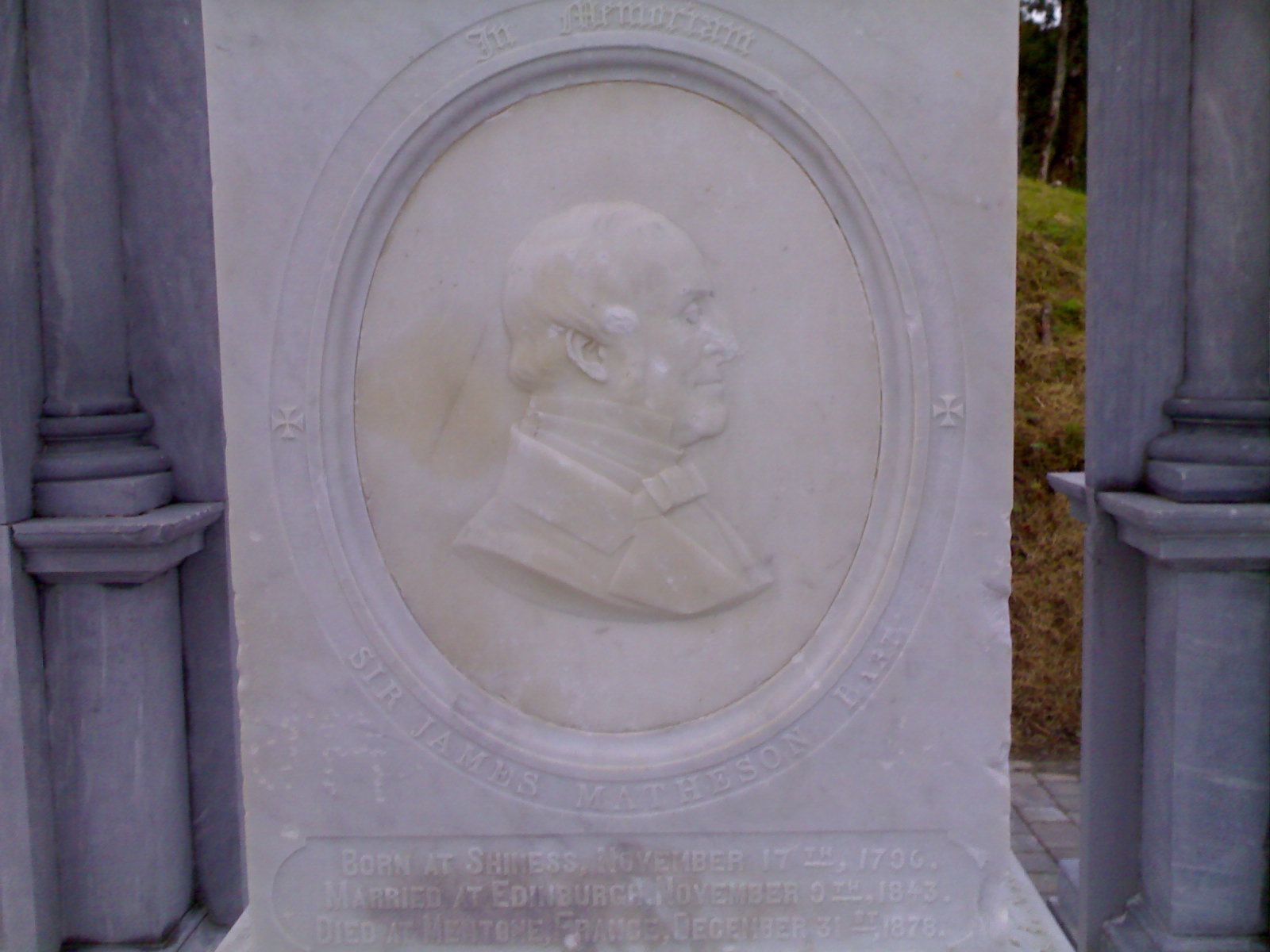
James Matheson Memorial, construit en 1880 dans le parc du château de Stornoway, rénové en 2006.
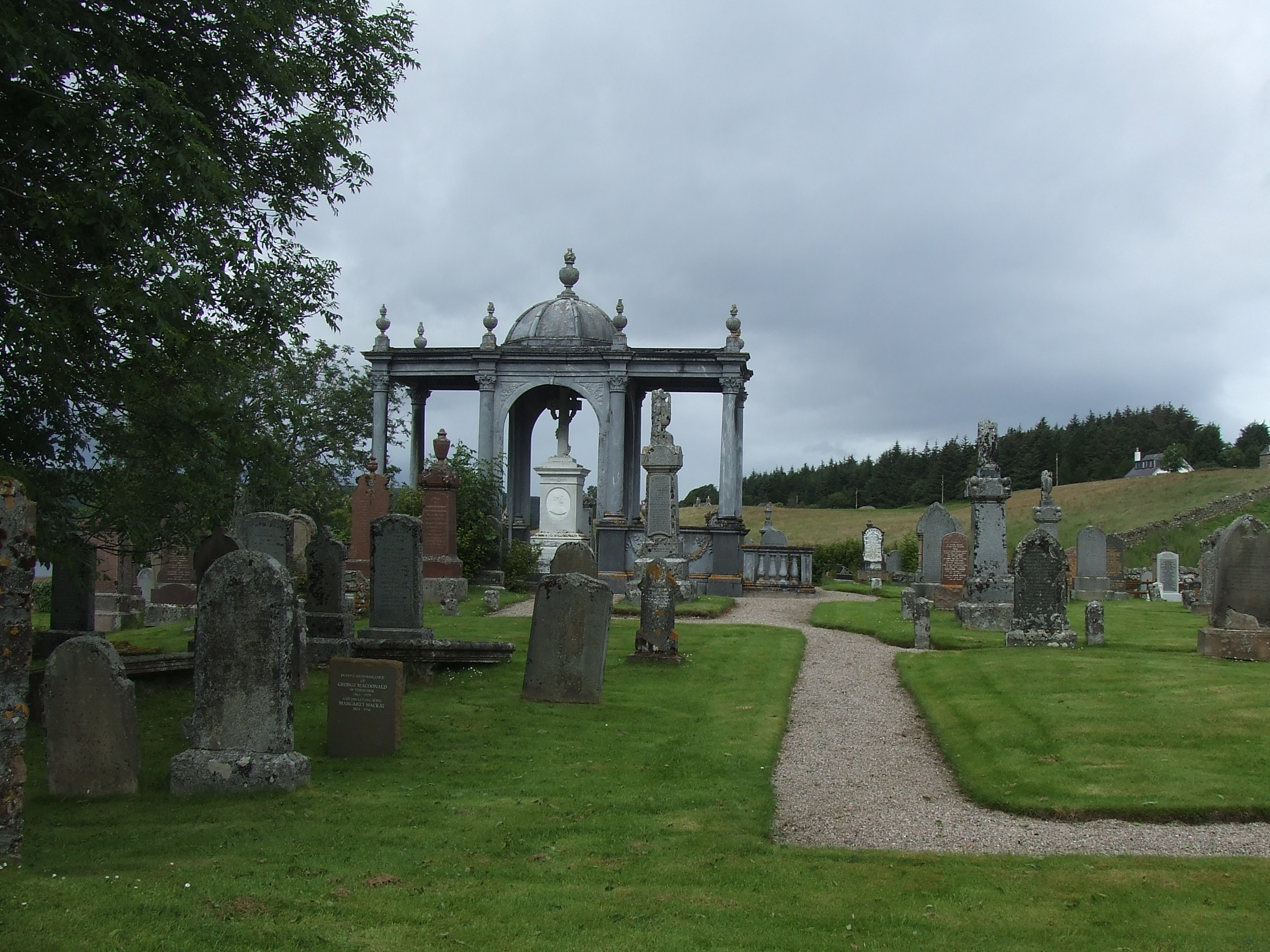
Tombe de James Matheson à Lairg